# Ambient 4: On Land
Ambient 4: On Land (rellansat în Aprilie 1982) este un album  ambient al muzicianului britanic Brian Eno. Albumul este ultimul din seria Ambient, a lui Eno ce a început în 1978 cu albumul Ambient 1: Music for Airports.

## Rezumat
On Land este, după cum se poate demonstra, cel mai "întunecat" album din seria celor patru albume, intitulată Ambient a lui Eno și poate se poate spune că e un exemplu arhetipic de dark ambient, deși posedă și o calitate organică, melancolică, șerpuită și de dor.
Albumul e un amestec de note de sintetizator, înregistrări din natură și de animale și o multitudine complexă de alte sunete, multe dintre care au fost înregistrări adunate și nefolosite de la albumele anterioare și din orele în care au fost create.
În procesul de creare a albumului, în decursul a trei ani, Eno a descoperit de fapt că sintetizatorul a ajuns să fie de o „utilitate limitată” și “că instrumentația sa a trecut treptat prin instrumente electro-mecanice și acustice către non-intrumente cum ar fi bucăți de fiare, bețe și pietre… Am inslus nu numai înregistrări de ciori, broaște și insecte, dar și tot întregul lucrărilor mele precedente". 2 Arhivat în 18 noiembrie 2015, la Wayback Machine..
În ciuda tendințelor întunecate ale muzicii, este totuși într-o măsură mare de "ambient", ceea ce în piese tinde spre o combinare reciprocă, astfel îndeplinind toate așteptările inițiale ale lui Eno legate de întelesurile termenului.
Cu toate acestea, sunt destule spații ce oferă surprize ocazionale, cum ar fi efectul încărcat de trompetă ușor de recunoscut a lui Jon Hassell din piesa "Shadow". Conștient fiind de calitățile profunde auditive, Eno declară, "Ca întreg, On Land e un peisaj tulburat: unele semitonuri intenționat amenință sunetele secundare, astfel primind/ având parte de caractere grațioase idilice în vârf, dar dedesubt e o disonanță asemeni unui cutremur iminent".
De asemenea Eno face declarații și asupra modului în care muzica--în particular acest album—ar trebui ascultate. În notele albumului, el sugerează (mergând până acolo încât desenează o diagramă) "un sistem de difuzor pe trei căi care e și necostisitor și ușor de instalat, și care se pare a reda foarte bine orice tip de muzică cu o bandă de reprezentare stereo".

## Lista pieselor
Toate piesele sunt copuse de Brian Eno, afară de cele notate.
1. "Lizard Point" (Eno, Michael Beinhorn, Axel Gros, Bill Laswell) – 4:34
2. "The Lost Day" – 9:13
3. "Tal Coat" – 5:30
4. "Shadow" – 3:00
5. "Lantern Marsh" – 5:33
6. "Unfamiliar Wind (Leeks Hills)" – 5:23
7. "A Clearing" – 4:09
8. "Dunwich Beach, Autumn, 1960" – 7:13

## Personal
- Brian Eno – diferite instrumente
- Michael Beinhorn - sintetizator (piesa 1)
- Axel Gros - chitară (piesa 1)
- Bill Laswell – chitară bas (piesa 1)
- Jon Hassell - trompetă (piesa 4)
- Michael Brook - chitară (piesa 8)
- Daniel Lanois - egalizare live (piesa 8)

- Inginerie: Andy Lydon (London), Barry Sage, Cheryl Smith, Daniel Lanois (Canada), John Potoker (NYC), Julie Last (NYC), Martin Bisi, Neal Teeman
- Sunetele broaștelor din piesa nr. 6 a fost înregistrată în Choloma, Honduras de Felipe Orrego.
- Mulțumiri Speciale: Robert Quine, Alex Blair, Harold Budd, Laraaji și Danny Lanois
- Masterizat de: Greg Calbi la Sterling Sound, New York
- Artwork
- Design & Text: Brian Eno
- Tipografie: Chong-Donnie